# Oroszlánszív (film, 1990)
Az Oroszlánszív (eredeti cím: Lionheart) 1990-ben bemutatott amerikai akciófilm.
A rendező (a forgatókönyvíróként a Véres játék és a Dupla dinamit című Van Damme-filmeket is elkészítő) Sheldon Lettich, aki íróként is részt vett az Oroszlánszív megalkotásában. A film főszereplője Jean-Claude Van Damme, mellékszerepben tűnik fel Brian Thompson, Harrison Page, Deborah Rennard, Lisa Pelikan és Ashley Johnson. A Kickboxer – Vérbosszú Bangkokban című film után ismét negatív szerepben látható Michel Qissi, Van Damme barátja.
A hatmillió dolláros költségvetésből legyártott film jól teljesített a jegypénztáraknál (24,3 millió dollár bevételt termelve), de a kritikusok negatívan fogadták.

## Cselekmény
Lyon Gaultier ejtőernyősként szolgál a Francia Idegenlégió észak-afrikai állomásán, Dzsibutiban. Los Angelesben élő testvérét egy balul elsült drogügylet során elevenen megégetik és válságos állapotban kórházba kerül (ahol hamarosan belehal sérüléseibe). Lyon értesül az incidensről (bár felettesei visszatartották tőle testvére feleségének leveleit és az Államokba sem engedik utazni) és dezertál a seregből. A szökevény után két légióst küldenek, miközben Lyon egy gőzhajó fedélzetén dolgozva, pénz nélkül New Yorkba érkezik. Az utcán barangolva belefut egy illegális utcaiharcos viadalba, melyet egy Joshua nevű csavargó férfi irányít. Lyon pénzért belemegy egy verekedésbe, harcművész tudásával felkeltve Joshua érdeklődését, aki nemsokára bemutatja őt egy Cynthia nevű befolyásos és gazdag nőnek. Cynthia földalatti mérkőzéseket szervez tehetős nézőközönség számára és szárnyai alá veszi Lyont. A befolyt pénzből Lyon Los Angelesbe utazik, ahová Joshua is követi.
Joshua segítségével Lyon felkutatja halott fivére özvegyét. A nő hallani sem akar arról, hogy Lyon pénzét elfogadja, mivel még mindig dühös rá, amiért évekkel korábban a légió miatt Lyon „magára hagyta” testvérét. Lyon nem mond le a nehéz anyagi helyzetbe került özvegy és annak kislányának támogatásáról, ezért Los Angelesben folytatja az utcai harcot, Oroszlánszív fedőnéven. A győzelmeiért kapott pénzt Joshua segítségével életbiztosításnak álcázva juttatja el testvére özvegyéhez. A két légiós eközben Lyon nyomára bukkan és egy verekedésben megsebesítik a férfit, eltörve a bordáját. Cynthia a sérülésről tudomást szerezve pártfogoltja ellen fordul és megszervez egy meccset egy Attila névre hallgató, hatalmas termetű és brutális, eddig veretlen harcossal. A nő terve az, hogy Attilára fogadva hatalmas összeget nyer, ezt követően pedig a legyőzött Lyont átadja üldözőinek.
A küzdelemben Attila bizonyul erősebbnek, de (a Lyon családja érdekében minden pénzét Attilára feltevő) Joshua könyörgése ellenére Lyon nem adja fel a reménytelennek tűnő harcot. Minden erejét összeszedve legyőzi Attilát, ám végezni nem hajlandó vele. A légiósok elfogják Lyont és adnak neki egy kis időt, hogy elbúcsúzhasson a családjától, mielőtt visszavinnék Afrikába, a hadbírósági tárgyalásra. A légiósok – látva a család és különösen Lyon unokahúgának szomorúságát (aki kisgyermekként nem érti, Lyonnak miért kell elmennie) – úgy döntenek, szabadon engedik a férfit és sok sikert kívánnak neki, mivel már bizonyította a légió értékeit: a becsületet, az elszántságot és mások szolgálatát. A film végén Lyon boldogan visszatér családjához és Joshuához.

## Szereplők
| Színész               | Szerep                | Magyar hang          |
| --------------------- | --------------------- | -------------------- |
| Jean-Claude Van Damme | Lyon Gaultier         | Gáti Oszkár          |
| Harrison Page         | Joshua                | Balázs Péter         |
| Deborah Rennard       | Cynthia               | Kovács Nóra          |
| Lisa Pelikan          | Hélène Gaultier       | Csere Ágnes          |
| Ashley Johnson        | Nicole Gaultier       |                      |
| Brian Thompson        | Russell               | Szabó Sipos Barnabás |
| Voyo Goric            | Hartog őrmester       | Papp János           |
| Michel Qissi          | Moustafa              | Barbinek Péter       |
| George McDaniel       | parancsnok a légióban | Várkonyi András      |

## A film készítése

### Forgatás
A film forgatása a nevadai Jean Dry Lake-ben (Las Vegas déli része), a kaliforniai San Pedro kikötőjében, a nyugat-hollywoodi Sunset Stripen és Los Angeles belvárosában folyt.
A díszlettervező Gregory Pickerell feladata volt a helyszínek megjelenésének keverése, hogy illeszkedjen a történethez. A csapatába tartozik a művész rendező Brian Densmore, a díszletrendező Woody Romine és Kerry Longacre, és az öltöztető Laurie Scott. A filmben szerepelnek olyan harcművész sztárok, akik később lettek híresek. Ilyen például Jeff Speakman (Tökéletes fegyver), aki egy biztonsági embert alakított a film végén. A másik ilyen színész Billy Blanks (a Tae Bo harcművészet megalapítója), aki egy légióst játszik a film elején.
Az IMDB úgy jegyzi Russell Carpentert, mint a film fényképészét. Carpenter erről azt mondta: „nem forgattam és nincs semmilyen szerepem benne”. Így a film hivatalos fényképésze a másodfényképész, Robert C. New lett.

### Szereposztás
Sheldon Lettich ezzel a filmmel debütált rendezőként. Ekkor már másodszor dolgozott együtt Van Damme-mal, akivel korábban a Véres játék című film elkészítésében közösen vettek részt. Ez volt a második alkalom, hogy Van Damme szállított sztorit egy filmhez, amivel első alkalommal mutatkozott be forgatókönyvíróként. A történet alapjául az 1975-ben Charles Bronson főszereplésével bemutatott A nagy bunyós című filmdráma szolgált. A film harci jeleneteinek egyik koreográfusa is ő volt, valamint ez volt a második alkalom, hogy Frank Dux-szal együtt dolgozott – első munkájuk szintén a Véres játék volt.
Harrison Page főszereplőként ezzel a filmmel debütált, mint Van Damme új barátja, Joshua. „Az vonzott engem Joshuában, hogy soha nem kopott le.” – mondta Page. „Az első pillanatban, amikor meglátjuk, kiderül, hogy ő egy showman, egy szórakoztató. Soha nem közeledik senkihez, de Lyonnal látja egy csodálatos kötelék lehetőségét, amilyen még soha nem volt neki azelőtt.”
A filmben feltűnik egy kis szerepben a film egyik producere, Eric Karson is. Ő az az orvos, aki a kórházban közli Lyonnal, hogy a testvére meghalt. Eric Karson rendezte egyébként Jean-Claude 1988-as Fekete sas című filmjét.

### Alternatív címek
A film Lionheart néven ismert az USA-ban, Wrong Bet néven pedig Ausztráliában és Új-Zélandon. Németországban a filmet Leon címen mutatták be. Ennek köszönhetően, amikor megjelent ott a Jean Reno főszereplésével készült film ugyanazzal a névvel, akkor át kellett nevezniük Leon – Der Profi-ra (Léon, a profi).

### Bakik
A film elején Van Damme egy francia-külföldi idegenlégiós szerepét játssza. Az egység amelyből dezertált, a belga FAL lövészezreddel volt feltüntetve. A légió valódi lövészezrede a film korában, a FAMAS nevet viselte.

## Fogadtatás
A film a Rotten Tomatoes oldalon 27 százalékot kapott, az IMDB-n 5.3 pontra áll. A filmet 1462 amerikai moziban mutatták be, a hatmillió dolláros költségvetéséhez képest 24 078 196 dollár bevételt hozott, több pénzbe került, mint bármelyik Van Damme film azelőtt. A színész gázsiját ebben a filmben 70 000 dollárra becsülik.

## Fordítás
- Ez a szócikk részben vagy egészben  a   Lionheart (1990 film) című angol Wikipédia-szócikk fordításán alapul.  Az eredeti cikk szerkesztőit annak laptörténete sorolja fel. Ez a jelzés csupán a megfogalmazás eredetét és a szerzői jogokat jelzi, nem szolgál a cikkben szereplő információk forrásmegjelöléseként.